# Layia platyglossa
Layia platyglossa là một loài thực vật có hoa trong họ Cúc. Loài này được (Fisch. & C.A.Mey.) A.Gray mô tả khoa học đầu tiên năm 1849.